# لامپ اسلیت

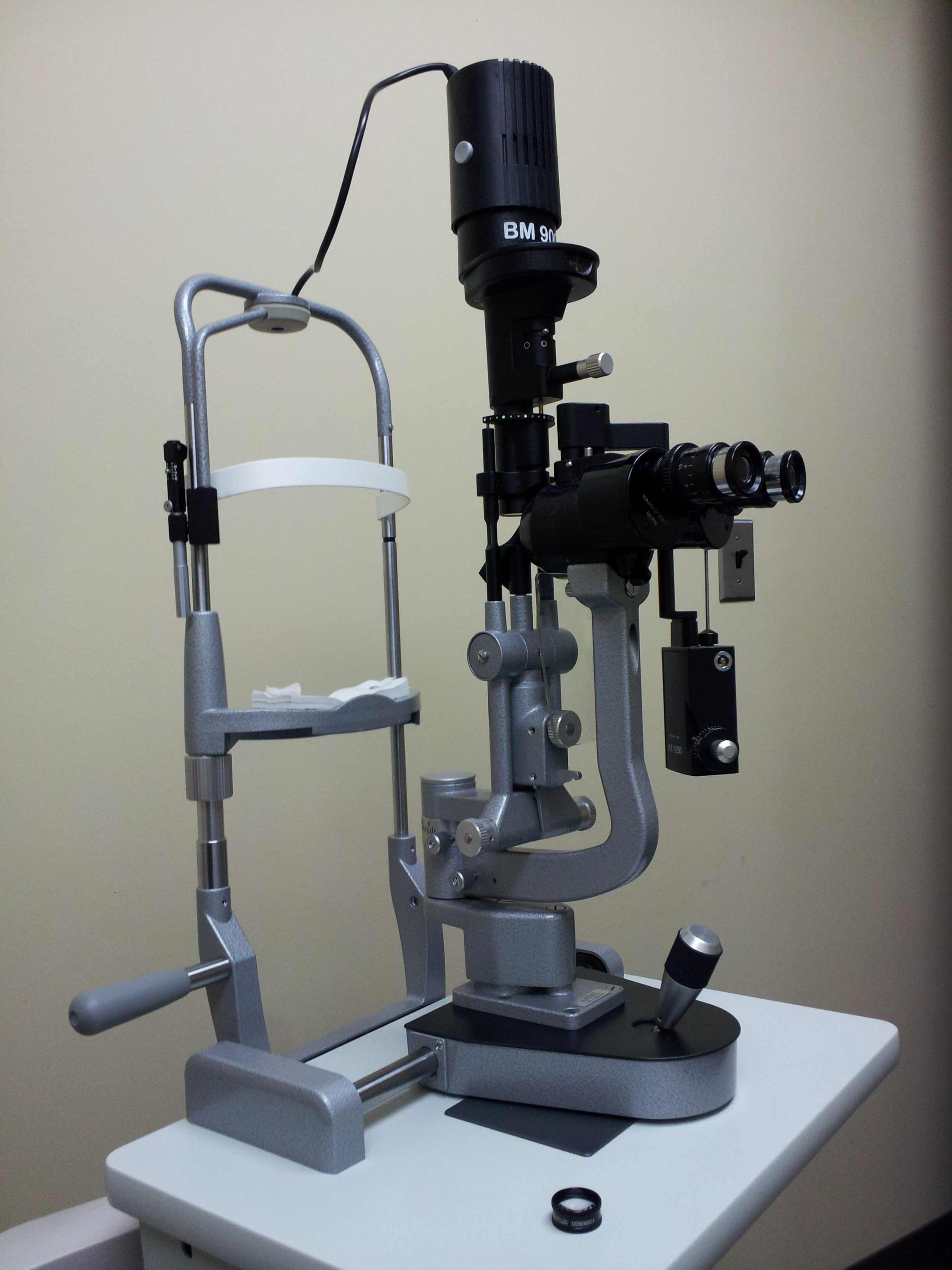
دستگاه لامپ شکاف در دفتر راک‌ویل، مریلند در گروه رتینا در واشنگتن. که این نمای جانبی دستگاه است.

لامپ اسلیت (به انگلیسی: Slit lamp) وسیله‌ای است که شامل یک منبع نور با شدت بالا است که می‌تواند به صورت متمرکز یک صفحه نازک نور را به داخل چشم بتاباند.از آن همراه با بیومیکروسکوپ ( biomicroscope) استفاده می شود.این دستگاه معاینه بخش جلویی و پشتی چشم انسان را آسان می سازد.این بخش ها شامل پلک، صلبیه،ملتحمه، عنبیه،عدسی و قرنیه می شود.معاینه با لامپ اسلیت یک تصویر سه بعدی بزرگنمایی شده از ساختار چشم با جزئیات می دهد که عیب شناسی آناتومی چشم را در وضعیت های مختلف فراهم می سازد.یک لنز دوم با کنترل دستی برای معاینه شبکیه به کار می رود.